# Temaeva
La troupe de danse tahitienne Temaeva a été créée par Coco Hotahota en 1962.

## Histoire
Temaeva, est le plus ancien groupe de Tahiti. La troupe a pu avoir dans ses rangs des personnalités telles que Heremoana Maamaatuaiahutapu, Fabien Dinard, directeur du conservatoire artistique de Tahiti, ainsi que d'autres personnalités du monde de la culture.
C’est le groupe le plus titré de l'histoire du Heiva i Tahiti. En effet, la troupe a remporté le Heiva à quinze reprises, la première fois en 1969 et la dernière fois en 2015. Artiste complet, Coco Hotahota s'occupait à la fois de l'écriture des thèmes et des chants, des chorégraphies, de la conception des costumes et de la composition des musiques. 
Coco Hotahota a beaucoup été inspiré par Henri Hiro, dont il était très proche. Leur rencontre fut déterminante dans la destinée de la troupe. C’est à partir de là que les thèmes de Temaeva furent beaucoup plus engagés. Ils dénonçaient le modernisme exacerbe, la cupidité, l’abandon des valeurs traditionnelles… Ils prônaient en premier lieu l’amour pour sa terre, son fenua.[réf. nécessaire]

## Vidéographie
- 1986. Aroha mai. 49 minutes. Spectacle conçu et réalisé par Coco Hotahota. Avec Clément Pito, Louise Kimitete... Production :ICA / OTAC (TFTN)[6]

- 1991. Sacré Coco. 26 minutes. Réalisé par Hina Sylvain. Production RFO[7].
- 2008. Hōro'a, le don. 27 minutes. Réalisé par Jacques Navarro-Rovira. Production Kulturprod[8].
- 2019. Coco Hotahota Te Maeva. 90 minutes. Réalisé par Jonathan Bougard. In Vivo Prod[9].